# جی-فورس (فیلم)
جی فورس (به انگلیسی: G-Force) (به فارسی: نیروهای جی) نام یک انیمیشن کامپیوتری در سال ۲۰۰۹ است به کاگردانی هویت یتمن. فیلم‌نامه این فیلم را کارمک ویبرلی و ماریان سیلک ویبرلی نوشته‌اند. جی-فورس در ژانر اکشن ساخته شده‌است و توسط کمپانی والت دیزنی تهیه شده‌است.

## داستان
از سوی دولت آمریکا گروهی از خوکچه‌های هندی تحت عنوان مأموریت جاسوسی خاصی اعزام می‌شوند. آن‌ها باید با یک مدیر شرکت شیطان صفت و سودجو که می‌خواهد با اختراع لوازم‌های خانگی خود جهان را به تصرف درآورد مبارزه جاسوسی کنند.

## صداپیشگان و شخصیت‌ها
- سام ریکول در نقش داروین که رئیس گروه‌است.
- ترسی مورگان در نقش بلاتستر که کارشناس سلاح‌ها است و روحیه رمانتیکی دارد.
- نیکولاس کیج در نقش اسپکلز که به فکر اندرز دادن به دیگران است.
- پنلوپه کروز در نقش جوارز آماده نبردهای تن به تن رزمی.
- دی یرادلی پیکر در نقش موچ که یک راه نمای مسیر است.
- بیل نایی در نقش رئیس سودجو.

## در باکس آفیس
جی فورس با فروش ۳۱٫۷۰۶٫۹۳۴ دلار در هفته اول اکران خود (۲۶ ژوئیه) توانست هری پاتر و شاهزاده دورگه را که در صدر جدول بود از میان بردارد. هرچند که بعداً از آدم‌های بامزه شکست خورد.